# Heinrich Bötel

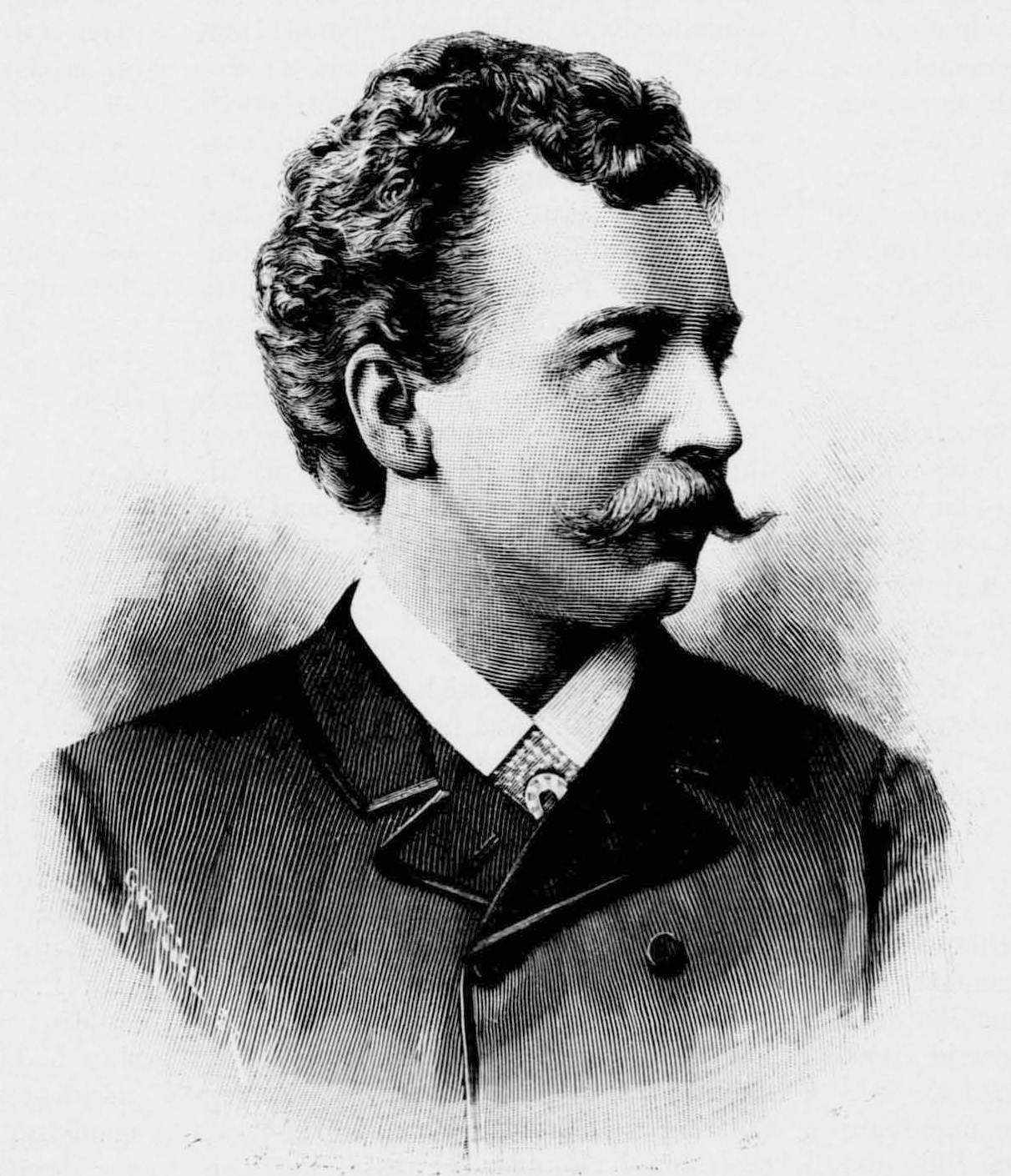
Heinrich Bötel

Heinrich Friedrich Bötel (Hamburg, 6 de març de 1854 – idm. 5 de gener de 1938) fou un cantant d'òpera (tenor) alemany.
Cotxer de plaça en la seva joventut, després estudià cant sota la direcció de Bernhard Pollini, debutant el 1883 en el Gran Teatre de la seva ciutat natal amb el rol de Lionel de la Martha de Flotow.
La bellesa de la seva veu el va fer un dels tenors favorits del públic alemany, si bé els mèrits com a cantant anaren minorant-se pel seus defectes com a actor.